# کیرک‌وود (کالیفرنیا)
کیرک‌وود (به انگلیسی: Kirkwood) یک منطقهٔ مسکونی در ایالات متحده آمریکا است که در شهرستان آلپاین، کالیفرنیا واقع شده‌است. کیرک‌وود ۱۳٫۸۱۵ کیلومتر مربع مساحت و ۱۵۸ نفر جمعیت دارد و ۲٬۳۴۴ متر بالاتر از سطح دریا قرار دارد.